# Ciro Ravenna
Ciro Ravenna (Ferrara, 13 novembre 1878 – Auschwitz, 26 febbraio 1944) è stato un chimico italiano di origine ebraica, vittima dell'Olocausto.

## Biografia
Ciro Ravenna nasce a Ferrara nel 1878 da Pacifico Clemente Ravenna e Clelia Nunes-Vais, una famiglia ebraica. Dal 1909 lavora all'Università di Bologna dove collabora con Giacomo Luigi Ciamician alle sue ricerche sulla chimica delle piante.. Qui Ravenna pubblica i suoi primi lavori (Manuale di analisi chimica agraria e bromatologica, Bologna, 1915).
Nel 1923 Ravenna vince il concorso alla cattedra di Chimica Agraria all'Università di Pisa. Dal 1924 è direttore della scuola Agraria Pisana e nel 1935, quando questa è trasformata in Facoltà di Agraria, diviene Preside della Facoltà. A Pisa, Ravenna continua i suoi studi sulla formazione e sul significato biologico degli alcaloidi e fa le prime esperienze di concimazione carbonica. Nel 1936 pubblica il suo testo più noto e importante sulla chimica vegetale, pedologica e bromatologica (Chimica Agraria, UTET, Torino, 1936).
Nel 1938, in seguito alle leggi razziali fasciste, è estromesso dall'insegnamento universitario. Rientrato nella sua città natale, negli anni seguenti Ravenna si guadagna da vivere attraverso lezioni private e come insegnante alla scuola ebraica di Ferrara. Collabora anche al Corso Universitario di Chimica istituito in quegli anni dalla comunità ebraica in via Eupili a Milano.
Dopo la costituzione della Repubblica di Salò, Ravenna è arrestato a Ferrara dalla polizia repubblichina il 15 dicembre 1943, deportato nel campo di concentramento di Fossoli e consegnato ai tedeschi. Ravenna è condotto a Auschwitz il 22 febbraio 1944 sullo stesso treno dove viaggia anche Primo Levi, e ucciso il giorno stesso del suo arrivo al campo, il 26 febbraio 1944. Stessa sorte subiranno nei mesi successivi anche i fratelli Giorgio e Mario e la sorella Bianca..
La città di Pisa gli ha dedicato una via ed un'aula nel dipartimento di Scienze Agrarie. 
Il Fatto Quotidiano del 29 ottobre 2018 pubblica un articolo su una ricerca svolta all'Università di Pisa presso la Scuola Sant'Anna e la Normale, in cui si legge: 
"Lo studente Alberto Aimo ha ricostruito la tragica parabola di Ciro Ravenna. Le leggi razziali lo abbattono alla vigilia del cinquantesimo compleanno. Originario di Ferrara, come molti ebrei è anche un buon fascista. Ha partecipato da volontario alla Grande Guerra. Dal 1924 è professore ordinario e direttore della prestigiosa Scuola agraria pisana, dal 1932 è iscritto al Partito nazionale fascista. È anche abbonato sostenitore del giornale pisano Idea fascista. Chiede di limitargli le restrizioni delle leggi razziali per i suoi meriti di guerra e di buon fascista oltre che per le indubbie benemerenze scientifiche. Ma la contabilità fascista gli mette in conto l’essere celibe e senza prole. Torna a Ferrara dove campa con lezioni private e insegnando nelle scuole ebraiche. Il 15 novembre 1943 viene arrestato dalla polizia di Salò."

## Opere principali
- Manuale di analisi chimica agraria e bromatologica (Paolo Neri, Bologna, 1915; II ed. Zanichelli, Bologna, 1921; III ed. 1932)
- Chimica vegetale (Zanichelli, Bologna, 1926)
- Chimica pedologica: il terreno agrario ed i fertilizzanti (Zanichelli, Bologna, 1935)
- Chimica agraria (UTET, Torino, 1936)